# Мизино-Лапшиновка
Мизино-Лапшиновка — село в Татищевском районе Саратовской области. Входит в состав Вязовского муниципального образования
Есть школа им. героя Советского Союза И. В. Преснякова.

## География
Расположено село в восточной части района, в верхнем течении реки Старый Курдюм, в 28 км от районного центра пгт. Татищево.

## История
Основано в 1780 году. В селе имеются полная средняя общеобразовательная школа, дом культуры. Есть тепличное хозяйство.

## Население
| 2002 | 2010  |
| ---- | ----- |
| 1026 | ↗1029 |